# 機動戦士Ζガンダム AWAY TO THE NEWTYPE
『機動戦士Ζガンダム AWAY TO THE NEWTYPE』（きどうせんしゼータガンダム アウェイトゥーザニュータイプ）は、1996年3月1日にバンダイから発売されたスーパーファミコン用ウォー・シミュレーションゲーム。
『機動戦士ガンダム CROSS DIMENSION 0079』の続編にあたる作品であり、ゲームシステムも共通部分が多い。題名のとおり『機動戦士Ζガンダム』を舞台としている。